# Boozoo Bajou
Boozoo Bajou è un duo musicale tedesco composto da Peter Heider e Florian Seyberth. Il loro primo album, Satta, è stato pubblicato nel 2001. Nel 2005 hanno pubblicato Dust My Broom. Artisti simili ai Boozoo Bajou sono, Common, Tosca, Trüby Trio, e Tony Joe White.

## Discografia

### Album
- Satta (2001)
- Dust My Broom (2005)
- Grains (2009)
- Coming Home (2010)
- 4 (2014)
- Finistère (2023)

### Raccolte
- Juke Joint (2003)
- Remixes (2003)
- Impulsive! Revolutionary Jazz Reworked (2005)
- Juke Joint Vol. II (2006)